# Paraú
Paraú là một đô thị thuộc bang Rio Grande do Norte, Brasil. Đô thị này có diện tích 410,858 km², dân số năm 2007 là 4154 người, mật độ 10,1 người/km².